# Donji Lukavac (Gradačac)
Pour les articles homonymes, voir Donji Lukavac.
Donji Lukavac (en cyrillique : Доњи Лукавац) est un village de Bosnie-Herzégovine. Il est situé dans la municipalité de Gradačac, dans le canton de Tuzla et dans la fédération de Bosnie-et-Herzégovine. Selon les premiers résultats du recensement bosnien de 2013, il compte 870 habitants.

## Démographie

### Évolution historique de la population
| 1948 | 1953 | 1961 | 1971 | 1981 | 1991 | 2013 |
| ---- | ---- | ---- | ---- | ---- | ---- | ---- |
| -    | -    | 507  | 678  | 734  | 803  | 870  |

|  |